# Karska vrata
Karska vrata je morski prolaz između otočja Novaja zemlja i otoka Vajgača. Spaja Barentsovo (koje se nalazi zapadno) i Karsko more (koje se nalazi istočno).
Duga su 33 km, široka oko 45 km, a najmanja dubina je 52 m.
Velikim dijelom godine su zaleđena, otežavajući odnosno onemogućavajući normalnu pomorsku plovidbu.
U prošlosti su bila vrlo važna u istraživanjima Sjevernog morskog puta.